# Eric M. Meyers
Pour les articles homonymes, voir Meyers.
Cet article possède un paronyme, voir Éric Meyer.
Eric M. Meyers est un érudit biblique et archéologue. Il est professeur de religion (Bernice and Morton Lerner Emeritus Professor in Judaic Studies) à l'université Duke.

## Biographie
Eric M. Meyers est diplômé du Dartmouth College, de l'université Brandeis et de l'université Harvard. Il a été président de l'American Schools of Oriental Research.
Il est l'un des principaux archéologues de la première période juive et chrétienne de l'histoire d'Israël.
Il a également édité les cinq volumes Oxford Encyclopedia of Archaeology in the Near-East. Ses livres comprennent notamment Archeology, The Rabbis et Early Christianity et, avec son épouse Carol L. Meyers, Anchor Bible Commentary on the Prophets Haggai, Zechariah, and Malachi.
Il a participé à des fouilles en Israël à Massada et a dirigé des fouilles à Meiron, Khirbat Shema et Sepphoris.
Meyers est marié à Carol Meyers, érudit biblique et professeur à l'université Duke.

## Récompenses et distinctions
Eric M. Meyers a reçu le Norwich Native Son Award en 1982.

## Publications
- « Horvat Shema‘, the Settlement and the Synagogue », in: Qadmoniot, 5, 2: 58-61, 1972
- Ancient Synagogue Excavations at Khirbet Shema‘, Upper Galilee, Israel, 1970-72, Cambridge : American Schools of Oriental Research, 1976
- « Ancient Synagogues in Galilee: Their Religious and Cultural Significance », in: Biblical Archaeologist, 43, 2: 97-108, 1980
- Avec James F. Strange, Archaeology, the Rabbis, and Early Christianity, Nashville: Abingdon, 1981
- « Stratigraphic and Ceramic Observations from the Medieval Strata of Khirbet Shema‘, Israel: Assessment of the Value of Scientific Analysis », in: Bulletin of the American Schools of Oriental Research, 260: 61-69, 1985